# Кельтский обряд
Кельтский обряд — литургический обряд кельтских народов Британии, Ирландии и Бретани I тысячелетия, один из  Западных литургических обрядов. В связи с изоляцией Британских островов, после распространения христианства в начале III века там сложился литургический обряд, отличавшийся от обрядов континентальной Европы.
Св. Августин Кентерберийский в VI веке предпринял первые попытки унификации кельтского обряда по латинским образцам. В Англии латинский обряд был принят как обязательный в 664 г., в Бретани кельтский обряд исчез в IX веке, в Шотландии и Ирландии — в XI веке.
Кельтский обряд отличался от латинского главным образом порядком совершения мессы. При подготовке священника к мессе читалась литания с упоминанием местных святых. Святые Дары в ходе мессы приоткрывались поэтапно, существовали отличия в песнопениях и литаниях, а также их порядке. Во время причащения пелись специальные антифоны.